# Курносенко, Владимир Владимирович
Влади́мир Влади́мирович Курно́сенко (2 июля 1947, Челябинск, РСФСР, СССР — 17 января 2012, Псков, Российская Федерация) — советский и российский писатель, врач.

## СемьяРодители
- - Отец — Владимир Алексеевич Курносенко.
  - Мать — Лидия Протасовна Курносенко (урождённая Корзухина)
- Сёстры:
  - Людмила Владимировна Ткачёва (урождённая Курносенко, р. 1941).
  - Нина Владимировна Литварь (урождённая Курносенко, р. 1951), кандидат искусствоведения, профессор, руководитель аспирантуры Московской государственной академии хореографии. Литературный агент Владимира Курносенко.
- Первая жена — Лариса Дмитриевна Курносенко, врач-гинеколог. Заведующая отделением гинекологии Челябинского областного перинатального центра[1].
  - Дочь — Илона Владимировна Курносенко, врач-гинеколог, доктор медицинских наук, доцент кафедры акушерства и гинекологии ЮУГМУ[1].
    - Внуки: Роман и Максим Барановы.
- Вторая жена — Татьяна Алексеевна Набатникова (р. 1948), советский и российский писатель, переводчик[1].
  - Дочь — Аглая Владимировна Курносенко (р. 1982), российский кинорежиссёр.
    - Внучка: Ариадна

## Образование
- Челябинский медицинский институт[1][2]
- Литературный институт имени А. М. Горького (окончил в 1981, заочно)[2]

## Биография
Родился 2 июля 1947 года в Челябинске в семье советского офицера.
 Несколько лет в детстве жил во Франкфурте-на-Одере.
После окончания Челябинского медицинского института в 1971—1979 гг. работал хирургом в Челябинской областной клинической больнице. В это же время занимался в литературном объединении Челябинского металлургического завода. В 1976 году опубликовал первый рассказ.
В 1979—1985 гг. жил в Новосибирске.

В 1983 году в Москве, в издательстве «Современник» вышла первая книга рассказов «Справедливые дни».

В 1985 году вернулся в Челябинск. В 1985—1987 гг. работал редактором Южно-Уральского книжного издательства.
В 1994 году вместе с матерью переехал в Псков, в 1995—2000 гг. работал на скорой помощи.
Был мануальным терапевтом, владел акупунктурой, методом Бутейко, имел лицензию на частную практику. Разработал свою систему питания, которой вылечивал диабет, астму и другие болезни. Занимался каратэ-до и цигуном.
Последние десять лет после смерти матери жил в одиночестве в частном доме на окраине Пскова (район Шабаны). Был искренне верующим человеком, «горевшим» и сумевшим зажечь огонь веры в людях своей жизнью и творчеством.
Умер 17 января 2012 года в Пскове. Похоронен на Дмитриевском кладбище Пскова.

## Литературные премии
- 1996 — Премия Псковской областной администрации в области литературы и искусства. За роман «Евпатий».
- 1997 — Шорт-лист премии «Русский Букер» (роман «Евпатий»)[1][3]
- 1999 — премия журнала «Дружба народов» (за «Этюды в жанре хайбун»)[1]
- 2004 — Шорт-лист премии Ивана Петровича Белкина (повесть «Прекрасны лица спящих»)[1][3]
- 2017 — Национальная премия «Лучшие книги и издательства года — 2016» в номинации «Художественная литература» (Книга «Совлечение бытия. Избранное»)

## Участие в творческих организациях
- Член Союза писателей СССР (1987—1991)[2]
- Член Союза писателей России (с 1991---2024)[2]

### Публикации Владимира Курносенко
| Произведения | Издание                                                                                  |
| --- | ---------------------------------------------------------------------------------------- |
| Купим собаку. Рассказ. | «Вечерний Челябинск», 22.07.1976                                                         |
| Встреча. Рассказ. | «Советская Сибирь», 18.12.1977, № 295                                                    |
| На краю. Рассказ. | «Сибирские огни», 1978, № 6                                                              |
| Встреча. Рассказ. | «Литературная учёба», 1979, № 5                                                          |
| Побег. Рассказ. | «Истоки», М. «Молодая гвардия», 1982                                                     |
| Мальчик на полотенце. Рассказ. | «Литературная Россия», 30 сент. 1983                                                     |
| Побег. Рассказы: Римлянин, Море, Я иду, Серёгин, День рождения, Савок, Побег, Амур и Бэмби. (послесловие А. Неверова). | Молодые голоса, «Молодая гвардия», М., 1983                                              |
| Справедливые дни. Рассказы: Серёгин, Мальчик на полотенце, Савок, Побег, Я иду, Дорога за лес, Старики, Задачка, Мой дядя, дядя Леня, Горкин, Купим собаку, Родня.                                                                              | «Современник», М., 1983                                                                  |
| «Я считаю — меняется…» (о книге Александра Вампилова «Дом окнами в поле»). | «Сибирские огни», 1983, № 11                                                             |
| Сентябрь. Повесть. | «Сибирские огни», 1984, № 12                                                             |
| Грант Матевосян и его горы. Эссе. | «Литературная учёба», 1986, № 1                                                          |
| Он у нас был. (Эссе о В. Высоцком). | «Сибирские огни», 1986, № 12                                                             |
| Рос на опушке рощи клен (Кирик), Батек, Матео из Армении, У нас на НФС. Рассказы. (Разбор А. Марченко). | «Литературная учёба», 1987, № 5                                                          |
| Круг. Рассказ. | «Юность», 1987, № 9                                                                      |
| История одной поездки. (Эссе о В. Астафьеве). | «Литературная учёба», 1988, № 2                                                          |
| К вечеру дождь. Повесть: Сентябрь. Рассказы: Савок, Мальчик на полотенце, Жизненный промах Гызникова, Матео из Армении, Задачка, Батек, Под золотым дождем. Заметки командированного, Нечаянный праздник, Колеса жизни.                         | Южно-уральское книжное издательство, Челябинск, 1988                                     |
| Колеса жизни. Рассказы. | «Урал», 1988, № 7                                                                        |
| Эфиопка. Богатырская застава. Рассказы. | «Урал», 1988, № 10                                                                       |
| Римлянин. В кн.: Двое на земле. Сборник прозы. | «Советский писатель», М.                                                                 |
| Милый дедушка. Рассказы: У нас на НФС, Римлянин, Амур и Бэмби, Море, Круг, День рождения, Гость, Гретхен (Фуга). Повесть: Сентябрь. | «Советский писатель», М., 1988                                                           |
| «Феномен глубокого дыхания.» (О К. П. Бутейко) | «Челябинский рабочий», Челябинск, 1989                                                   |
| Лента Мебиуса. Рассказы: Побег, Савок, Матео из Армении, Эфиопка, У нас на НФС, Гретхен, Я иду, Батек, Богатырская застава, Десять коротких рассказов, Последняя рыбалка, Рос на опушке рощи клен, Римлянин. Повесть: Год побед Феди Некочуева. | «Молодая гвардия», М., 1989                                                              |
| Задачка. Рассказ. В книге «Свой голос». | «Детская литература», М., 1989                                                           |
| Подлое время. Короткие рассказы: Микроба | «Сиб. Огни», 1991, № 5                                                                   |
| Weise Stedte. Piper Zurich. (Побег. Рассказ. нем.) | München 1991                                                                             |
| Дежурство со следователем. Повести: Лента Мебиуса, Ординаторская, Дежурство со следователем. Короткие рассказы: Микроба, Ваганьковское, Онтологическое, Смерть                                                                                  | Форум -издат., Челябинск, 1992                                                           |
| Стыд. Рассказ. | «Общее дело», Лит. газета, 1992, № 4                                                     |
| Контрольная пауза. Повесть. | «Русская провинция», 1992, № 4                                                           |
| Счастливый (Любовь Бахадыра). Рассказ. | «Общее дело», Челябинск, 1993                                                            |
| И друг, и враг, пир. (Отрывки из романа). | «Общее дело», Челябинск, 1994, № 2 (14)                                                  |
| Блик на темной воде. Рассказ. | «Уик-энд», Урал, 1994, № 19 (97)                                                         |
| Любви счастливой, безмятежной. Цыбук. Рассказы. | «Московский вестник». Журнал московских писателей и литинститута, 1995, № 3-4            |
| Евпатий. Роман. | «Отчина», Псков, 1996                                                                    |
| Стыд. Любовь Бахадыра. Рассказы. | «Реалист», Литературный альманах, М., 1997, № 2                                          |
| Контактеры. Рассказ. | «Новый мир», 1997, № 4                                                                   |
| Парвеню. Мой чёрный человек. Рассказы. | «Скобари», Сборник произведений псковских писателей, Псков, «Псковская литература», 1999 |
| Этюды в жанре хайбун: Красота. Ника. Сон. Отец и сын. √-1. Мимо. Возвращение вейсманизма. | «Дружба народов», 1999, № 11                                                             |
| Свете тихий. Повесть. | «Дружба народов», 2001, № 4                                                              |
| Прекрасны лица спящих. Повесть. | «Дружба народов»,2003, № 2                                                               |
| Возвращение вейсманизма. | «Скобари», Сборник произведений псковских писателей. «Псковский литератор», Псков, 2003  |
| Жена монаха. Повесть. | «Дружба народов», 2004, № 7                                                              |
| Рукавички. Рассказ. | «Дружба народов», 2005, № 6                                                              |
| Разлучение в Эдеме. Рассказ. | «Дружба народов», 2006, № 7                                                              |
| Неостающееся время. Цикл рассказов. | «Дружба народов», 2007, № 9                                                              |
| Жена монаха: Этюды в жанре хайбун (повесть). Прекрасны лица спящих (повесть). Свете тихий. Жена монаха (повесть). Рукавички (рассказ). | «Время», М., 2008                                                                        |
| Совлечение бытия. Отрывок из романа. | «Литературная газета», 14.03.2012, № 10                                                  |
| | «Литературная учёба», 2012, № 3                                                          |
| Путём ветра и облаков. Рассказ. | «Дружба народов», 2012, № 4                                                              |
| Совлечение бытия. Роман. | «Москва», 2014, № 5                                                                      |
| Круг. Рассказ. Републикация. | «Железная дорога в русской литературе советской эпохи» Антология. М., 2015               |
| Совлечение бытия. Избранное. | «Время», М., 2017                                                                        |
| Дилогия: Неостающееся время. Совлечение бытия. | «БОС», М., 2022                                                                          |

#### Рецензии
| Куда ты, Жеребёнок? По поводу одного спектакля театра кукол.    | «Общее дело», Челябинск, 1993, № 2 (8) |
| Два анекдота на одну тему. О новом спектакле челябинской драмы. | «Челябинский рабочий», 2.03.1994       |
| О моноспектакле Евгения Вохминцева «Записки сумасшедшего»       | «Акция», 17.12.1993                    |
| Автограф                                                        | «Акция», 3.03.1994                     |

### О Владимире Курносенко
- Аннинский Л.

Исчерпание бытия?// Дружба народов. 2014, № 10
- Амелин Л. Не доверять власть дуракам и хищникам… Отзыв на роман «Евпатий». // Новости Пскова. 9.08.1997 г.
- Амлинский В. За каждый свой шаг. // Известия. № 214, 1985
- Архангельский А. Осенние досуги. // Известия. 1999 года
- Астафьев В. // Литературная газета. 1985, № 41
- Бавильский Д. Улисс из Яминска // Новый мир. 1997, № 2.
- Васюченко И. От первого лица // Литературное обозрение. — 1984. — № 5.
- Гусев В.
- Гагаринов А. Каток: роман. Челябинск: Цицеро, 2018. Посвящается В. В. Курносенко.
- Давыдов Д. Тонкая настройка слуха. В.Курносенко. «Совлечение бытия»// Дружба народов. — 2017. — № 9.
- Ермолин Е. Художественная проза и литературная критика в русской периодике второго квартала 2001 г. стр. 441. // Континент. Париж — Москва, 2001, № 3.

Случай нового реализма. // Континент. 2006, № 128
- Зенова Н. Надеждые ориентиры. // Литературная газета. 1985, № 41
- Замшев М. Торжество справедливости // Читаем вместе, 01.04.2017
- Ибрагимова З.
- Игрунова Н. и Дубин Б.

Обрыв связи // Дружба Народов. 2003, № 1
Здесь и вчера. // Известия. 7.05.2001
- «Искал он Бога…»: Слово о Владимире Владимировиче Курносенко
- Кукулин И. Звезда пленительного щас // газета Культура. 23.05.2001, Книжное обозрение «Ex libris НГ» 08.05.2001
- Коробов В.
- Куницын В. Начать с себя // Литературная газета. 1985, № 48
- Курбатов В. "Надо быть идущим..." (из писем Владимира Курносенко).  Владимир Курносенко. Из писем Валентину Курбатову. // Литературные знакомства. 2020, № 2.
- Курносенко Аглая. Некролог // Живой Журнал. — 25 января 2012 года.
- Лебедушкина О. О домах на камне и на песке // Дружба Народов. 2003, № 6
- Лебедушкина О. ЧЕЛОВЕК ПО ПРОФЕССИИ // Литературная газета № 42 (6856) (19-10-2022) https://lgz.ru/article/-42-6856-19-10-2022/chelovek-po-professii/
- Литварь Н. Здесь русский дух. Беседу вела Дергачева И. В.  // Новое радио. 02.08.2014

Здесь русский дух. Вторая встреча. Беседу вела Дергачева И. В.  // Новое радио. 02.08.2017
- Марченко А. Поверить чувство знанием // Литературная учеба. 1987, № 5

"Чтоб душа старела и росла…" Штрихи к портрету Владимира Курносенко // Литературная газета. 2020, № 2
- Моисеев А. Невостребованность. // Народная дума. 10.02.1993
- Мухин В. Воспоминания о Владимире Курносенко.
- Неверов А[4].

Особый талант человеческий. Сизов А. А. Три покосева. Курносенко В. Побег. Трофимов А. Праздник завтра. // М., 1983.
Увидеть лицо поколения. // Литературная газета. 1986, № 24
Неподнятая целина. // Литературная газета. 1988, № 49
Мы не умеем жить и не умеем умирать. // «33 беседы Не только о литературе». Московская городская организация Союза писателей России, газета Труд, М., 2003
Преодоление литературы. //Литературная газета. 2017, № 25 
- Немзер А.

Опять с вековою тоскою. // Новое литературное обозрение. М.,1998
В каком году — рассчитывай… // Знамя. 1998, № 5
Обзор четырёх номеров // Газета «Время новостей» от 16.05.2001
Отложенный выбор // Газета «Время новостей» от 4.02.2005
Место встречи Остера и Шнура. // Время N°219, 29 ноября 2007. Обзор четырёх номеров
- Прокопьева З. Е. Курносенко Владимир Владимирович // Челябинск: Энциклопедия / Сост. В. С. Боже, В. А. Черноземцев. — Изд. исправ. и доп. — Челябинск: Каменный пояс, 2001. — С. 452.
- Радченко Е. Владимир Курносенко как персонаж отечественной литературы. // Челябинский рабочий. 11.01.1994
- Рыбальский А. Умер писатель Владимир Курносенко. // 07.02.2012
- Суглобов В. Без вранья // День Литературы. № 3 (269), 2019.

Литературные знакомства. 2020, № 2.
- Шкловский Е. Мудрецы и максималисты // Литературная газета. — 4 апреля 1984 года.

Мы новички // Литературная учёба. — 1985. — № 1.
- Шмаков А.'Радость первой встречи: новое имя. // Вечерний Челябинск. — 4 октября 1985 года.

В поисках своего героя. // Вечерний Челябинск. — 28 января 1989 года.
- Щуплов А. Зашкаленность болью… // Книжное обозрение. 1990, № 10
- Яранцев В. Отцы и дети  // Литературная учёба. 2007, № 46
- Некролог // Литературная газета. 2012, № 3

### Интервью
- Спасите наши души! (вела беседу Л. Старикова). // Вечерний Челябинск. 15.05.1991
- Точка Зрения   видео-интервью (вел беседу Валентин Курбатов). Псков. 20.04.1995
- «Евпатий» повод для знакомства (вела беседу И. Ефимова). // Новости Пскова. 1996, № 26
- Мы не умеем жить и не умеем умирать (вел беседу Александр Неверов). // Труд. 10.07.1997
- Держать надежду (вел беседу Александр Неверов). // Литературная газета. 2007, № 27

## Современники о Владимире Курносенко
Виктор Астафьев:
Сперва как врач-хирург, затем — как литератор, он понял очень простую, но многим и многим людям недоступную истину: прежде чем сделать операцию больному, надо самому почувствовать боль человеческую. А задача врача и вместе с ним литератора — помочь убавить боль и уменьшить страдания человека.
Александр Неверов, 1983:
 …Есть в этих рассказах то, что почти сто лет назад другой писатель-врач — Антон Павлович Чехов — назвал «особым талантом — человеческим», «тонким, великолепным чутьём к боли вообще». В этой чуткости — главный нерв прозы В. Курносенко, её сила и достоинство.
Евгений Шкловский, 1984:
Для В. Курносенко быть человеком — значит откликаться на боль другого. Но долго ли продержишься с такой отзывчивостью? Хватит ли сил? Эти вопросы герои и автор обращают прежде всего к самим себе, они ими мучаются. Совесть не дает им примириться, отступить, оправдаться. Им важно не только мысль разрешить, но жизнью своей решение подкрепить, утвердить. […] Герои В. Курносенко — максималисты. Но дело все-таки, наверное, не в героях, а — в авторе, в его ищущей и вопрошающей мысли.
Владимир Амлинский, 1985:
Небольшой рассказ [Задачка] обрадовал меня отсутствием морализации. Нравственная сверхзадача и авторское отношение не пересказывались и не декларировались, были упрятаны в текст, в диалог, в жест, в психологию. В рассказе была жизнь, и она держала читателя, заставляла его задумываться, а не следовать авторским рацеям.
Александр Шмаков, 1989:
 Книги «Милый дедушка» и «К вечеру дождь», состоящие из разных произведений Вл. Курносенко, как бы нанизаны на единый идейный стержень, очень сходны по стилю. Они написаны на одном дыхании. Произведения писателя затягивают читателя от страницы к странице и несут печать его индивидуальности. […] Слово его, в основе своей песенное и светлое, помогает читателю лучше видеть то живое, красивое, неповторимое, что волнует автора.
Илья Кукулин, 2001:
 … Повесть Владимира Курносенко […] «Свете тихий» — редчайший в современной литературе пример религиозной прозы без морализаторства — продолжает традицию очерков Лескова. Священник и три женщины, поющие в хоре, регулярно мотаются из областного центра Яминска служить и петь в дальнюю деревню — епископ удалил из города слишком образованного иерея. И говорят по дороге на самые простые темы.
Наталья Игрунова, 2001:
 … «Дружба народов» напечатала повесть Владимира Курносенко «Свете тихий». Житель города Пскова, практикующий врач Курносенко печатается редко, но КАЖДАЯ ЕГО ПУБЛИКАЦИЯ – СОБЫТИЕ. Тихий свет повести Курносенко вспыхивает такими страстями, что не захочешь, а вспомнишь «Отца Сергия» … 
Андрей Немзер, 2004:
…Тихий проникновенный голос тонкого, совестливого и человечного прозаика…
Лев Аннинский, 2006:
 У Курносенко медицина — не просто профессия рассказчика. Это и концептуальный базис, и исход. Скальпельная жестокость взгляда плюс безжалостная логика диагноста. При фатальной, от «худо-бедно интеллигенции» унаследованной жажды: за правдой факта найти глобальный смысл. Правда проста. На стол хирурга попадает покалеченный бандит, который в школьные годы сам калечил одноклассников, среди коих был тогда и нынешний врач. Вопрос: мстить? Простить? Спасти насильника? С этого сюжета начинается, я думаю, Курносенко-писатель (книга «Справедливые дни»). И этот мотив — невменяемой, невыносимой, не знающей морали «правды» — проходит через все его тексты. Растерянность душ и бессилие разума при смертельном всесилии ножа в руке — хирургического или бандитского — любого. В ряд замечательных писателей — медиков (Чехов, Вересаев, Булгаков… теперь, кажется, и Горин) я без колебания ставлю Владимира Курносенко.
Максим Замшев, 2017:
 <...> Проза Курносенко очень манкая. С первых страниц читатель попадает в своеобразную воронку, из которой выбраться лучше всего к концу повествования. Открывает книгу ("Совлечение бытия. Избранное") изумительно размашистая автобиографическая повесть "Неостающееся время". Это семь небольших рассказов, в каждый из которых вложен, расцвечен, красиво вынут из общей жизненной канвы автора какой-то эпизод. Сразу бросается в глаза, что Курносенко много ищет на уровне языка, стилистики. вводит диалектизмы, слова характерные и малоупотребительные. И все с большим вкусом, изящно, без вычурности и манерности. Это придает тексту большую договоренность, коррелируется с щемящим тоном названия, подергивает светлой грустью зрелости. <...>
Алла Марченко, 2019:
 Проза Курносенко явление удивительное. Не в нынешнем обезличенном значении, разумеется. Чем? Прежде всего, наверное, тем, что оставил нам её человек с урожденным вкусом к подлинности. Это во- первых. А во-вторых тем, что все, о чем бы ни заводил он речь, не сочинено, а оплачено жизнью. Нет, нет, не просто жизненным опытом, помаленьку, по крохам накопленным в результате « ошибок трудных». А самой натуральной, самой подлинной, быстротекущей, живой, собственной жизнью. Удивительно даже заглавие последней его вещи — «Совлечение бытия». Без умышленной наводки в прицел угодившее! В Гумилевское: «Только змеи сбрасывают кожу, чтоб душа старела и росла. Мы, увы, со змеями не схожи, мы меняем души…» Курносенко не сбрасывает глянцевидный воздухонепроницаемый кожух бытия эффектным жестом. Что своего личного, что общего всем вещества и существа бытия. Он его отдирает с мясом — совлекает, то есть. Что же открывалось? А то, что и Пушкину: «жизни мышья беготня». И где? Там, отколи по Замыслу и должна бы и есть и пойти Великая Русь. На Псковщине. «Я понять тебя хочу, смысла я в тебе ищу…» А ежели и понять не дано? И смысл не ведомо где—не достать руками, не дойти ногами? А жизнь живет себе и живет…
Ольга Лебёдушкина, 2022:
Курносенко – один из редких современных прозаиков, обладающих незабываемым, ни на чей не похожим, языком. Прочтёшь фразу вроде «О чём хлещется человек?» и запомнишь навсегда. В новейшей русской классике для себя он выделял двух писателей – Платонова и Хармса. Читая его прозу, понимаешь почему. Речь не об учителях, но об определённой литературной линии, малочисленной, но драгоценно важной. Для Владимира Курносенко, как представителя этой линии, «художество» в области языка – одна из главных составляющих его творчества. Как движется к Богу душа в его прозе, так же и художественное слово у него в конечном счёте приходит к Слову. В этом, наверное, и состоит человеческий смысл писательства.

## Память
- «Городу и миру»: литературный вечер Кирилла Шишова // Государственный исторический музей Южного Урала
- Прекрасны лица спящих // Великолукская центральная городская библиотека имени М.И. Семевского
- YOUTUBE // Книги-юбиляры 2021 в зеркале современности: Владимир Курносенко "Евпатий
- Целитель человечьих душ. Открылась выставка памяти писателя Владимира Курносенко // Государственный исторический музей Южного Урала
- «Единый день писателя/поэта –юбиляра 2022»: Владимир Курносенко // Псковская областная универсальная научная библиотека имени Валентина Яковлевича Курбатова
- «Книги – юбиляры 2021 в зеркале современности»: Владимир Курносенко «Евпатий» (1996)
- Мемориальную доску писателю Владимиру Курносенко планируют установить в Пскове // Псковская Лента Новостей (ПЛН)
- Скончался псковский писатель Владимир Курносенко // Псковская лента новостей. — 23 января 2012 года.
- Памяти великого человека Владимира Курносенко // Живой Журнал 17 февраля 2012 года.
- Видеозапись вечера-концерта, посвященного памяти писателя Владимира Курносенко в ЦДРИ 21.04.2017
- Хроника «Русского Запада»-2023. День четвертый
- В одном ряду с выдающимися российскими писателями. В Пскове установили доску Владимиру Курносенко // Государственный Интернет-Канал "Россия"
- Мемориальная доска писателю и врачу Владимиру Курносенко появится в Пскове // Псковская лента новостей
- Писатель, пришедший к вере. Мемориальную доску Владимиру Курносенко открыли в Пскове // BezFormata.Com
- Дом офицеров принял участие в организации и проведении Открытия мемориальной доски псковскому писателю Курносенко Владимиру Владимировичу
- Писателю и врачу // Литературная газета

## Мемориальный сайт
Писатель Владимир Курносенко.